# Український рукопаш Спас
Український рукопаш Спас —  це український національний вид спорту, який має витоки з козацького бойового мистецтва Спас. 
У 2010 році український рукопаш Спас внесений у перелік видів спорту, що визнані в Україні (наказ Міністерства молоді та спорту України № 306 від 09.02.2010 р.).
В українському рукопаші Спас існують правила змагань, навчальна програма для дитячо-юнацьких спортивних шкіл з українського рукопашу Спас, класифікаційні вимоги та норми для українського рукопашу Спас (наказ Міністерства молоді та спорту України № 2105 від 22.05.2012 р.).
В Україні працює система дитячо-юнацьких спортивних шкіл з українського рукопашу Спас, а також відділення з цього виду спорту в ДЮСШ. Розроблені програми підготовки тренерів, відкрито спеціалізацію на факультеті фізичного виховання в Запорізькому національному університеті.
Цей вид спорту розвивається у 13 областях України та у 8 країнах світу: Азербайджані, Білорусі, Грузії, Естонії, Німеччині, Польщі, Україні та Швеції. У 2012 році проведений перший чемпіонат Європи з українського рукопашу Спас, а в 2013 — перший чемпіонат світу.